# Grutle Kjellson
Kjetil Tvedte Grutle, poznatiji kao Grutle Kjellson (Sveio, Hordaland, Norveška, 24. prosinca 1973.), basist je i vokalist norveškog progresivnog black metal-sastava Enslaved. On i Ivar Bjørnson osnivači su Enslaveda i jedini njegovi stalni članovi, kao i glavni autori pjesama u skupini.

## Životopis
Godine 1989. Grutle, tad sedamnaestogodišnjak, i njegov prijatelj, gitarist Ivar Bjørnson, tad trinaestogodišnjak, osnovali su death metal grupu Phobia, ali su taj projekt raspustili sredinom 1991. Tad su s bubnjarom Trymom Torsonom u Haugesundu odlučili osnovati sastav nadahnut nordijskom mitologijom pod imenom Enslaved. Kjellson i Bjørnson jedini su stalni članovi Enslaveda od njegova osnutka do danas.
Grutle je 1996. s Bjørnsonom, Infernusom i Tormentorom osnovao kratkotrajnu thrash metal skupinu Desekrator, koja se razišla 1999. Godine 2005. Grutle je s Bjørnsonom, Arveom Isdalom i članicama skupine Fe-Mail osnovao black metal projekt Trinacria.
Pojavio se kao gostujući pjevač na pjesmi "High on Cold War" na Darkthroneovu EP-u Too Old, Too Cold iz 2006.
S Isdalom, Herbrandom Larsenom (bivšim Enslavedovim klavijaturistom) i američkom glumicom Laraine Newman 2009. je sudjelovao u animiranoj televizijskoj seriji Metalocalypse kao član "The Klokateersa". Pojavio se i u dokumentarnim filmovima Showman (iz 2010.) i Metal Evolution (iz 2014.).

## Privatni život
Kjellson nije religiozan i protivi se kršćanstvu, no ne deklarira se kao sotonist. U kanadskom dokumentarnom filmu Metal: A Headbanger's Journey (iz 2005.) iznio je svoj stav o spaljivanju crkava u Norveškoj tijekom 1990-ih:

## Diskografija
| S Enslavedom - Vikingligr Veldi (1994.) - Frost (1994.) - Eld (1997.) - Blodhemn (1998.) - Mardraum: Beyond the Within (2000.) - Monumension (2001.) - Below the Lights (2003.) - Isa (2004.) - Ruun (2006.) - Vertebrae (2008.) - Axioma Ethica Odini (2010.) - RIITIIR (2012.) - In Times (2015.) - E (2017.) - Utgard (2020.) | S Desekratorom - Desekrator (demouradak, 1997.) - Metal for Demons (1998.) S Darkthroneom - Too Old, Too Cold (2006.) S V28 - NonAnthropogenic (2003.) S Vreidom - I Krig (2007.) S Trinacrijom - Travel Now Journey Infinitely (2008.) |

## Vanjske poveznice
- Službeno mrežno mjesto sastava Enslaved
- Službena stranica Grutlea Kjellsona na Facebooku